# Embajada de Rusia en Cuba
La Embajada de Rusia en La Habana (en ruso: Посольство России на Кубе) es la misión diplomática de la Federación Rusa en la República de Cuba. Diseñado por el arquitecto soviético Aleksandr Rochegov, se encuentra en el barrio habanero de Miramar. La embajada también es concurrente en Bahamas.

## Historia
La embajada se encuentra en el número 6402 de la Quinta Avenida, entre las calles 62 y 66, en un terreno de aproximadamente cuatro hectáreas. La construcción comenzó en diciembre de 1978 y se terminó en noviembre de 1987. La embajada abrió como la embajada de la Unión Soviética, en una época en que la influencia soviética en Cuba era inmensa. En 1991 se convirtió en la Embajada de Rusia.

## Listado de embajadores
| Fecha de inicio         | Fecha de finalizacón | Nombre                     |
| ----------------------- | -------------------- | -------------------------- |
| 25 de diciembre de 1991 | 6 de mayo de 2000    | Arnold Kalinin             |
| 27 de junio de 2000     | 14 de abril de 2008  | Andréi Dmitriev            |
| 14 de abril de 2008     | en el cargo          | Mijaíl Leonidovich Kamynin |